# فرودگاه گمبل
فرودگاه گمبل (به انگلیسی: Gambell Airport) یک فرودگاه همگانی با کد یاتا GAM است که یک باند فرود آسفالت و بتن دارد و طول باند آن ۱۳۷۲ متر است. این فرودگاه در کشور ایالات متحده آمریکا قرار دارد و در ارتفاع ۸ متری از سطح دریا واقع شده‌است.